# Сент-Экзюпери, Антуан де
Антуа́н Мари́ Жан-Бати́ст Роже́ де Сент-Экзюпери́ (фр. Antoine Marie Jean-Baptiste Roger vicomte de Saint-Exupéry; 29 июня 1900, Лион, Франция — 31 июля 1944, Средиземное море) — французский писатель, журналист, поэт, сценарист и профессиональный лётчик.

## Биография
Антуан де Сент-Экзюпери родился 29 июня 1900 года во французском городе Лион на улице Пейра (фр. rue Peyrat, ныне фр. rue Antoine de Saint Exupéry), 8, у страхового инспектора Мартина-Луи Жана Экзюпери (1863—1904) и его супруги Мари Буайе де Фонколомб. Семья происходила из старинного рода перигорских дворян. Антуан (его домашним прозвищем было «Тонио») был третьим из пятерых детей, у него были две старшие сестры — Мари-Мадлен «Бише» (род. в 1897) и Симона «Моно» (род. в 1898), — младший брат Франсуа (род. в 1902) и младшая сестра Габриэла «Диди» (род. в 1904). Раннее детство Экзюпери проходило в квартире на улице Пейра в Лионе, но в 1904 году, когда Антуану было 4 года, его отец умер от внутримозгового кровоизлияния, после чего шесть месяцев в году Антуан стал проводить в принадлежавшем двоюродной бабушке — Мари, виконтессе Трико, замке коммуны Сен-Морис-де-Реман в департаменте Эн, а остальное время — в квартире виконтессы Трико на площади Белькур в Лионе или в замке коммуны Ла-Моль в департаменте Вар у родителей Мари. Так продолжалось до лета 1909 года, когда семья Сент-Экзюпери вместе с Антуаном переехала в Ле-Ман, в дом № 21 по улице Кло-Марго (фр. rue du Clos-Margot).
Экзюпери начал ходить в Школу братьев-христиан Святого Варфоломея (фр. école chrétienne de la Montée Saint-Barthélemy) в Лионе в 1908 году, а после переезда семьи в Ле-Ман вместе с братом Франсуа учился в иезуитском колледже Сент-Круа — до 1914 года.
В 1912 году на авиационном поле в Амберьё-ан-Бюже Сент-Экзюпери впервые поднялся в воздух на самолёте. Самолётом управлял знаменитый лётчик Габриэль Вроблевски.
В 1914—1915 годах братья учились в иезуитском колледже Нотр-Дам-де-Монгре в Вильфранш-сюр-Сон, после чего продолжили учёбу во Фрибуре (Швейцария) в колледже маристов Вилла-Сент-Жан — до 1917 года, когда Антуан успешно сдал экзамен бакалавриата. 10 июля 1917 года от ревмокардита умер Франсуа, его смерть потрясла Антуана. В октябре 1917 года Антуан, готовясь к поступлению в Эколь Наваль, прошёл подготовительный курс в «Эколь Боссю» (фр. École Bossuet), лицее Сен-Луи, затем, в 1918 году, в лицее Лаканаль, но в июне 1919 года провалился на устном вступительном экзамене в «Эколь Наваль». В октябре 1919 года он записался вольнослушателем в Национальную высшую школу изящных искусств на отделение архитектуры.
Поворотным в судьбе Антуана стал 1921 год, когда он был призван в армию. Прервав действие отсрочки, полученной им при поступлении в вуз, Антуан записался во 2-й полк истребительной авиации в Страсбурге. Сначала его определили в рабочую команду при ремонтных мастерских, но вскоре ему удалось сдать экзамен на гражданского лётчика. Экзюпери перевели в Марокко, где он получил права уже военного лётчика, а затем направили для усовершенствования в Истр. В 1922 году Антуан окончил курсы для офицеров запаса в Аворе и получил звание младшего лейтенанта. В октябре 1922 года он был назначен в 34-й авиационный полк в Ле-Бурже под Парижем. В январе 1923 года с ним произошла первая авиакатастрофа, Экзюпери получил черепно-мозговую травму. В марте его комиссовали. Экзюпери переселился в Париж, где занялся литературой.
Лишь в 1926 году Экзюпери нашёл своё призвание — стал пилотом компании «Аэропосталь», доставлявшей почту на северное побережье Африки. Весной он начал работать по перевозке почты на линии Тулуза — Касабланка, затем Касабланка — Дакар. 19 октября 1926 года его назначили начальником промежуточной станции Кап-Джуби (город Вилья-Бенс), на самом краю Сахары. Здесь он написал своё первое произведение — роман «Южный почтовый».
В марте 1929 года Сент-Экзюпери вернулся во Францию, где поступил на высшие авиационные курсы морского флота в Бресте. Вскоре издательство Галлимара выпустило в свет роман «Южный почтовый», а Экзюпери отправился в Южную Америку в качестве технического директора «Аэропоста — Аргентина», филиала компании «Аэропосталь». В 1930 году Сент-Экзюпери был произведён в кавалеры ордена Почётного легиона за вклад в развитие гражданской авиации. В представлении к этой награде было сказано:

Исключительные данные, пилот редкой смелости, отличный мастер своего дела, проявлял замечательное хладнокровие и редкую самоотверженность. Начальник аэродрома в Кап-Джуби, в пустыне, окруженный враждебными племенами, постоянно рискуя жизнью, выполнял свои обязанности с преданностью, которая превыше всяких похвал. Провел несколько блестящих операций. Неоднократно летал над наиболее опасными районами, разыскивая взятых в плен враждебными племенами летчиков Рена и Серра. Спас из области, занятой крайне воинственным населением, раненый экипаж испанского самолёта, едва не попавший в руки мавров. Выручил другой испанский самолёт, потерпевший аварию в том же районе, и обеспечил спасение экипажа, который готовились захватить в плен наиболее воинственные и враждебно настроенные мавры. Без колебаний переносил суровые условия работы в пустыне, повседневно рисковал жизнью; своим усердием, преданностью, благородной самоотверженностью внес огромный вклад в дело французского воздухоплавания, значительно содействовал успехам нашей гражданской авиации и в особенности — развитию линии Тулуза — Касабланка — Дакар.

В июне 1930 года он лично участвовал в поисках своего друга, лётчика Анри Гийоме, потерпевшего аварию при перелёте через Анды. В том же году Сент-Экзюпери написал роман «Ночной полёт».
В апреле 1935 года, в качестве корреспондента газеты «Пари-Суар», Сент-Экзюпери посетил СССР и описал этот визит в пяти очерках. Очерк «Преступление и наказание перед лицом советского правосудия» стал одним из первых произведений писателей Запада, в котором делалась попытка осмыслить сталинизм. Он также написал заметку для газеты «Известия» (соболезнования в связи с гибелью советского самолёта-гиганта «Максим Горький», на борту которого он успел побывать).
Затем Сент-Экзюпери в качестве корреспондента побывал в августе 1936 года на гражданской войне в Испании. Он жил среди каталонских анархистов, наблюдая их нравы. Вместе с представителем Социалистической партии Франции он спасал от расстрела анархистами католических монахов. Был момент, когда самого де Сент-Экзюпери, попавшегося ночью анархистскому патрулю, от вполне вероятного расстрела спасла улыбка.
При этом Экзюпери продолжал работать лётчиком и дважды попадал в серьёзные аварии. В конце 1935 года в Ливийской пустыне его самолёт врезался в склон песчаного плоскогорья, и лишь на четвёртый день почти умирающих от жажды пилотов спасли бедуины. В 1938 году после аварии в Гватемале получившие серьёзные травмы Экзюпери и механик попали в больницу.
На протяжении 1930-х годов, помимо литературного творчества и занятий журналистикой, Сент-Экзюпери предпринял ряд попыток заняться кинематографом: он работал над несколькими киносценариями, из которых, однако, реализован был только один: фильм режиссёра Раймона Бернара «Анна-Мария» (1936).

### Война
4 сентября 1939 года, на следующий день после объявления Францией войны Германии, Сент-Экзюпери явился по месту мобилизации на военный аэродром Тулуза-Монтодран и 3 ноября был переведён в авиачасть дальней разведки 2/33, которая базировалась в Орконте (провинция Шампань). Это было его ответом на уговоры друзей отказаться от рискованной карьеры военного лётчика. Многие пытались убедить Сент-Экзюпери в том, что он принесёт гораздо больше пользы стране, будучи писателем и журналистом, что пилотов можно готовить тысячами и ему не стоит рисковать своей жизнью. Но Сент-Экзюпери добился назначения в боевую часть. В одном из писем в ноябре 1939 года он писал: «Я обязан участвовать в этой войне. Всё, что я люблю, — под угрозой. В Провансе, когда горит лес, все, кому не всё равно, хватают вёдра и лопаты. Я хочу драться, меня вынуждают к этому любовь и моя внутренняя религия. Я не могу оставаться в стороне и спокойно смотреть на это».
Сент-Экзюпери совершил несколько боевых вылетов на самолёте «Блок-174», выполняя задачи по аэрофоторазведке, и был представлен к награде «Военный крест» (фр. Croix de guerre).
После поражения Франции он переехал к сестре в неоккупированную часть страны, а позже выехал в США. Жил в Нью-Йорке, где в 1942 году создал своё самое знаменитое произведение — «Маленький принц», опубликованное годом позже на французском и английском языках с иллюстрациями автора (во Франции сказка была издана в 1946 году). В апреле 1943 года он вступил в ВВС «Сражающейся Франции» и с большим трудом добился своего зачисления в боевую часть. Ему пришлось освоить пилотирование нового скоростного самолёта P-38 «Лайтнинг». Жану Пелисье 9-10 июля 1944 года Экзюпери писал: «У меня забавное ремесло для моих лет. Следующий за мной по возрасту моложе меня лет на шесть. Но, разумеется, нынешнюю мою жизнь — завтрак в шесть утра, столовую, палатку или белённую известкой комнату, полёты на высоте десять тысяч метров в запретном для человека мире — я предпочитаю невыносимой алжирской праздности… …я выбрал работу на максимальный износ и, поскольку нужно всегда выжимать себя до конца, уже не пойду на попятный. Хотелось бы только, чтобы эта гнусная война кончилась прежде, чем я истаю, словно свечка в струе кислорода. У меня есть что делать и после неё».
31 июля 1944 года Антуан де Сент-Экзюпери отправился с аэродрома Борго на острове Корсика в разведывательный полёт, из которого не вернулся.

## Обстоятельства гибели
Долгое время о гибели Сент-Экзюпери ничего не было известно — и думали, что он разбился в Альпах. И только в 1998 году в море близ Марселя один рыбак обнаружил браслет. На нём было несколько надписей: «Antoine», «Consuelo» (так звали жену лётчика) и «c/o Reynal & Hitchcock, 386, 4th Ave. NYC USA». Это был адрес издательства, в котором выходили книги Сент-Экзюпери. В мае 2000 года ныряльщик Люк Ванрель заявил, что на 70-метровой глубине обнаружил обломки самолёта, возможно, принадлежавшего Сент-Экзюпери. Останки самолёта были рассеяны на полосе длиной в километр и шириной в 400 метров. Почти сразу французское правительство запретило любые поиски в этом районе. Разрешение было получено только осенью 2003 года. Специалисты подняли фрагменты самолёта. Один из них оказался частью кабины пилота, сохранился серийный номер самолёта: 2734-L. По американским военным архивам учёные сравнили все номера самолётов, исчезнувших в этот период. Так, выяснилось, что бортовой серийный номер 2734-L соответствует самолёту, который в ВВС США значился под номером 42-68223, то есть самолёту P-38 «Лайтнинг», модификация F-5B-1-LO (самолёт дальней фоторазведки), который пилотировал Экзюпери.
Журналы Люфтваффе не содержат записей о сбитых в этой местности 31 июля 1944 года самолётах, а сами обломки не имеют явных следов обстрела. Останков лётчика обнаружено не было. К множеству версий о крушении, включая версии о технической неисправности и самоубийстве пилота (писатель страдал депрессией), были добавлены версии о дезертирстве Сент-Экзюпери.
Согласно публикациям прессы от марта 2008 года, немецкий ветеран Люфтваффе 86-летний Хорст Рипперт, пилот эскадрильи «Ягдгруппе 200», потом журналист, заявил о том, что это именно он на своём истребителе «Мессершмитт Bf.109» сбил Антуана де Сент-Экзюпери (видимо, он его убил или тяжело ранил, и Сент-Экзюпери потерял управление самолётом и не смог выпрыгнуть с парашютом). Самолёт вошёл в воду на большой скорости и практически вертикально. В момент столкновения с водой был взрыв. Самолёт был полностью разрушен. Его фрагменты рассеяны на огромном пространстве под водой. Согласно заявлениям Рипперта, он признался, чтобы очистить имя Сент-Экзюпери от обвинений в дезертирстве или самоубийстве, так как уже тогда был большим поклонником творчества Антуана де Сент-Экзюпери и никогда бы не стал в него стрелять, но он не знал, кто был за штурвалом самолёта противника:
Пилота я не видел, лишь позже я узнал, что это был Сент-Экзюпери.
О том, что пилотом сбитого самолёта был именно Сент-Экзюпери, немцам стало известно в те же дни из радиоперехвата переговоров французских аэродромов, который осуществляли немецкие войска. Между тем пилоты Люфтваффе, служившие с Хорстом Риппертом, выражают сомнение в правдивости его слов, что он скрыл факт уничтожения довольно крупного самолёта от собственного командования. Исследователи отмечают, что в архивах Люфтваффе не значится такой победы, американские радары не фиксировали полёты неизвестных самолётов, а сам самолёт не имеет никаких следов обстрела. Поэтому многие исследователи считают, что основной версией является падение самолёта Сент-Экзюпери от неисправности, а Хорст Рипперт говорит неправду.
Сейчас обломки самолёта находятся в Музее авиации и космонавтики в Ле-Бурже.

## Личная жизнь
Был женат на сальвадорской писательнице, журналистке и художнице Консуэле Сунсин. Она потеряла привилегии вдовы гватемальского дипломата, выйдя замуж за Сент-Экзюпери, и за время этого брака дважды оказывалась в психиатрической клинике. За время их сожительствования писатель долго избегал брака, изменял, бросил на год, затем обманом вернул и снова бросил Консуэло. Описал свою любовь к ней в образе Розы в сказке «Маленький принц». Консуэло пережила супруга на 35 лет, сохранив память о нём в мемуарах «Воспоминания Розы».

## Литературные премии
- 1931 — премия Фемина — за роман «Ночной полёт»;
- 1939 — Большая премия Французской академии — за роман «Планета людей»;
- 1939 — Национальная книжная премия США — за роман «Ветер, песок и звёзды» («Планета людей»).

## Военные награды
В 1939 году награждён Военным Крестом Французской Республики.

### Основные произведения
| Оригинальное название    | Первая публикация          | Переводы на русский язык | Переводы на русский язык | Переводы на русский язык | Примечания                                                                       |
| Оригинальное название    | Первая публикация          | Название                 | Переводчик               | Год публикации           | Примечания                                                                       |
| ------------------------ | -------------------------- | ------------------------ | ------------------------ | ------------------------ | -------------------------------------------------------------------------------- |
| «Courrier Sud»           | Éditions Gallimard, 1929   | «Южный почтовый»         | Марина Баранович         | 1960                     |                                                                                  |
| «Courrier Sud»           | Éditions Gallimard, 1929   | «Южный почтовый»         | Дмитрий Кузьмин          | 2000                     |                                                                                  |
| «Courrier Sud»           | Éditions Gallimard, 1929   | «Почта — на юг»          | Т. Исаева                | 1963                     |                                                                                  |
| «Vol de nuit»            | Éditions Gallimard, 1931   | «Ночной полёт»           | Морис Ваксмахер          | 1962                     | премия «Фемина», 1931                                                            |
| «Terre des hommes»       | Éditions Gallimard, 1938   | «Планета людей»          | Нора Галь                | 1963                     | Большая премия Французской академии за роман, 1939 Nation Book award USA, 1940   |
| «Terre des hommes»       | Éditions Gallimard, 1938   | «Земля людей»            | Гораций Велле            | 1957                     | Большая премия Французской академии за роман, 1939 Nation Book award USA, 1940   |
| «Pilote de guerre»       | Éditions Gallimard, 1942   | «Военный лётчик»         | Анна Тетеревникова       | 1963                     |                                                                                  |
| «Lettre à un otage»      | Éditions Gallimard, 1943   | «Письмо заложнику»       | Марина Баранович         | 1960                     |                                                                                  |
| «Lettre à un otage»      | Éditions Gallimard, 1943   | «Письмо заложнику»       | Рид Грачёв               | 1963                     |                                                                                  |
| «Lettre à un otage»      | Éditions Gallimard, 1943   | «Письмо заложнику»       | Нора Галь                | 1972                     |                                                                                  |
| «Le petit prince»        | Reynal and Hitchcock, 1943 | «Маленький принц»        | Нора Галь                | 1958                     | Впервые опубликовано в Нью-Йорке одновременно на французском и английском языках |
| «Citadelle» (или «Kaid») | Éditions Gallimard, 1948   | «Цитадель»               | Марианна Кожевникова     | 1996                     | Не закончена. Опубликовано после смерти автора                                   |

### Послевоенные издания
1. Lettres de jeunesse. Editions Gallimard, 1953. Préface de Renée de Saussine. Письма юности.
2. Carnets. Editions Gallimard, 1953. Записные книжки.
3. Lettres à sa mère. Editions Gallimard, 1954. Prologue de Madame J.-M. de Saint-Exupéry. Письма к матери.
4. Un sens à la vie. Editions 1956. Textes inédits recueillis et présentés par Claude Reynal. Придать жизни смысл. Неизданные тексты, собранные Клодом Рейналем.
5. Ecrits de guerre. Préface de Raymond Aron. Editions Gallimard, 1982. Военные записки. 1939—1944 годов.
6. Quelques livres dans ma mémoire («Воспоминания о некоторых книгах»), 1941. Эссе. Переводы на русский язык: Баевская Е. В., 1986.
7. «Манон, танцовщица» («Manon, danseuse») / Перевод Марианны Кожевниковой. М.: «Эксмо», 2020. — 224 с.; ISBN 978-5-04-108939-9
8. «Смысл жизни» (перевод книги «Un sens à la vie», 1956) / Переводчики: М. Кожевникова, Д. Кузьмин, Н. Галь, Р. Грачев, Ю. Гинзбург, М. Баранович, Е. Баевская. М.: «Эксмо», 2010. — 224 с.; ISBN 978-5-699-40801-6
9. «Военные записки. 1939—1944». Пер. с франц. Л. Г. Андреева. 1986. Изд.: М.: Прогресс.
10. «Так говорил Антуан де Сент-Экзюпери»: сборник афоризмов / Составитель Е. Гаврилова. Ростов н/Д.: «Феникс», 2015. — 93 с.; ISBN 978-5-222-22662-9
11. «Можно верить в людей…Записные книжки хорошего человека» / Переводчики: Я. Лесюк, Д. Кузьмин, Р. Грачев, Ю. Гинзбург, Л. Цывьян, Е. Баевская. М.: Издательство «ТД Алгоритм», 2015. — 256 с.

### Небольшие работы
1. «Кто ты, солдат?» Переводы на русский язык: Гинзбург Ю. А.
2. «Лётчик» (или «Авиатор») (первый рассказ, опубликован 1 апреля 1926 года в журнале «Серебряный корабль»).
3. «Мораль необходимости». Переводы на русский язык: Цывьян Л. М.
4. «Под гул тысячи самолётов Москва готовится праздновать годовщину революции». Репортаж.
5. «По пути в Советский Союз». Репортаж.
6. «Москва! А где же революция?». Репортаж.
7. «Трагическая гибель самолёта „Максим Горький“». Репортаж.
8. «Удивительная вечеринка с мадемуазель Ксавье и десятью чуточку пьяными старушками, оплакивающими свои двадцать лет…». Репортаж.
9. «В Барселоне. Невидимая линия фронта гражданской войны». Репортаж.
10. «Нравы анархистов и уличные сценки в Барселоне». Репортаж.
11. «Гражданская война — вовсе не война: это болезнь…». Репортаж.
12. «В поисках войны». Репортаж.
13. «Здесь расстреливают, словно лес вырубают… И люди перестали уважать друг друга». Репортаж.
14. «Мадрид». Репортаж.
15. «Надо придать смысл человеческой жизни». Переводы на русский язык: Гинзбург Ю. А.
16. «Обращение к американцам». Переводы на русский язык: Цывьян Л. М.
17. «Пангерманизм и его пропаганда». Переводы на русский язык: Цывьян Л. М.
18. «Пилот и стихии». Переводы на русский язык: Грачев Р.
19. «Послание американцу». Переводы на русский язык: Цывьян Л. М.
20. «Послание молодым американцам». Переводы на русский язык: Баевская Е. В.
21. Предисловие к книге Энн Морроу-Линдберг «Поднимается ветер». Переводы на русский язык: Гинзбург Ю. А.
22. Предисловие к номеру журнала «Документ», посвящённому лётчикам-испытателям. Переводы на русский язык: Гинзбург Ю. А.
23. «Преступление и наказание перед лицом советского правосудия». Статья. Переводы на русский язык: Кузьмин Д.
24. «Среди ночи голоса врагов перекликаются из окопов». Переводы на русский язык: Гинзбург Ю. А.
25. Темы «Цитадели». Переводы на русский язык: Баевская Е. В.
26. Франция прежде всего. Переводы на русский язык: Баевская Е. В.